# رذل و دوست‌داشتنی
رذل و دوست‌داشتنی فیلمی به کارگردانی وودی آلن و بازی شان پن محصول سال ۱۹۹۹ است.
فیلم راجع به اِمِت ری گیتاریستِ دائم‌الخمری در سبک جز است که خود را بهترین نوازندهٔ گیتار، البته بعد از بتِ محبوبش جنگو راینهارت، می‌داند. خود وودی آلن و اشخاص دیگری مانند محققان موسیقی جز، در فیلم گویی در حال مصاحبه با تلویزیون راجع به زندگی این فرد هستند. موضوع اصلی این فیلم مانند بسیاری از فیلم‌های آلن، حول آشنایی دو نفر، امت و هَتی (سامانتا مورتون) دختری لال که در پارک با هم آشنا می‌شوند، می‌باشد. امت، که با دخترهای زیادی بوده است و طبق گفتهٔ خودش با هیچ‌کس نمی‌تواند بماند، علی‌رغم تمام گلایه‌ها و مشکلاتی که راجع به هتی به زبان می‌آورد، او را ترک نمی‌کند. و هنگامی که در نهایت او را ترک می‌گوید، می‌فهمد که هتی تأثیری روی او گذاشته که تمام زن‌های دیگر زندگی او این تأثیر را نداشته‌اند.
از مهم‌ترین خصوصیات این فیلم، مانند اکثر فیلم‌های آلن، روان‌شناسی دقیق و عمیق شخصیت‌های داستان است که راجع به خود امت کاملاً به چشم می‌خورد.